# Heteranthia decipiens
Heteranthia decipiens ist eine Pflanzenart in der Familie der Nachtschattengewächse (Solanaceae). Es ist die einzige Art der Gattung Heteranthia.

## Beschreibung

### Vegetative Merkmale
Heteranthia decipiens ist eine ausdauernde, krautige Pflanze, die aufrecht oder niederliegend mit aufsteigenden Ästen wächst und 0,3 bis 0,4 m hoch wird. Sie ist mit drüsigen Trichomen bedeckt, die eine warzige Oberfläche besitzen, gebogene, vielzellige (drei bis sieben Zellen) und einreihige Stiele aufweisen und zwei- oder mehrzellige Köpfe haben. Die Endodermis weist Casparische Streifen auf, das innere Phloem ist nicht faserig. Im Mark sind keine Steinzellen zu finden, Kalziumoxalat findet man in Form von Drusen (sternartigen Kristallen) in der Rinde, im Mark und im Mesophyll.
Die gestielten Laubblätter haben eiförmige oder umgekehrt eiförmige Blattspreiten mit einer Länge von (1,8) 3 bis 5 (6,5) cm Länge. Sie laufen an den nur 2 bis 8 mm langen Blattstielen herab.

### Blütenstände und Blüten
Die traubigen Blütenstände sind (3,5) 5 bis 8 (11) cm lang und stehen gegenüber den Laubblättern. Die Blütenstiele sind etwa so lang wie der 3,5 bis 4 mm lange, radiärsymmetrische Kelch. Die fünf dreieckigen Kronlappen sind etwa halb so lang wie die Kronröhre. Die lila, rote oder weiße, zygomorphe Krone ist 4,5 bis 5 mm lang und leicht zweilappig. Die Kronröhre ist eng und mit 1,2 mm kurz, verbreitert sich anschließend in einen breit trichterförmigen Saum von fast 4 mm Durchmesser. Die Kronzipfel sind recht kurz und breit. 
Die vier Staubblätter kommen in zwei verschiedenen Formen vor, sie sind auf zwei verschiedenen Ebenen in der oberen Hälfte der Kronröhre angesetzt, am Ansatzpunkt sind die Staubfäden behaart. Die kürzeren Staubfäden sind etwa 1,1 mm lang und sitzen etwas tiefer als die beiden längeren, etwa 1,5 mm langen Staubfäden. Die Staubbeutel sind ventral (bauchseitig) an den Staubfäden fixiert, etwa 1,1 bis 1,2 mm lang, die beiden Theka sind ungleich groß und stehen sowohl im unteren Drittel als auch an der Spitze getrennt voneinander. 
Der Fruchtknoten ist beinahe konisch oder birnenförmig, Nektarien sind scheinbar fehlend oder nur kryptisch ausgeprägt. Die Spitze des Griffels ist emporgehoben, gebogen oder fast hakenförmig. Die kleine Narbe ist scheibenförmig-köpfchenförmig.

### Früchte und Samen
Die Früchte sind fast kugelförmige, etwas langgestreckte und zugespitzte Kapseln mit einer Länge von 3 bis 35 mm. Sie enthalten 20 bis 28 Samen und sind von einem  etwas längerem Kelch umschlossen. Die Kapseln öffnen sich scheidewandspaltig, die zwei Kammern sind glatt und ganzrandig. Die Samen sind kubisch geformt, 0,5 bis 0,6 mm lang und die Oberfläche ist netzartig. Der Embryo liegt gerade im Samen und ist mit 0,25 bis 0,35 sehr klein, die Keimblätter sind ungleich lang und kürzer als der restliche Embryo.

## Vorkommen
Die einzige Art der Gattung Heteranthia wächst endemisch in Bahia, einem Bundesstaat im Osten Brasiliens.